# Marele icosidodecaedru snub inversat
În geometrie marele icosidodecaedru snub inversat este un poliedru stelat uniform, cu indicele U69. Are 92 de fețe (80 triunghiuri și 12 pentagrame), 150 de laturi și 60 de vârfuri. Având 92 de fețe este un enenecontadiedru neconvex. Un poliedru neconvex are fețe care se intersectează care nu reprezintă laturi sau fețe noi. Doar cele marcate cu sfere aurii sunt vârfuri, iar cele cu linii argintii sunt laturi.
Este reprezentat prin diagrama Coxeter–Dynkin . Are simbolul Wythoff | 5/3 2 3 și simbolul Schläfli sr{5/3,3}.
Este un poliedru snub, membru al unei familii care cuprinde marele icosaedru, marele dodecaedru stelat și marele icosidodecaedru.

## Mărimi asociate

### Coordonate carteziene
coordonatele carteziene ale vârfurilor sunt toate permutările pare cu un număr impar de semne minus ale
{\displaystyle \left(\,\pm 2\alpha ,\,\pm 2,\,\pm 2\beta \,\right)}
{\displaystyle \left(\,\pm (\alpha -\beta \varphi -\varphi ^{-1}),\,\pm (\alpha \varphi ^{-1}+\beta -\varphi ),\,\pm (-\alpha \varphi -\beta \varphi ^{-1}-1)\,\right)}
{\displaystyle \left(\,\pm (\alpha \varphi -\beta \varphi ^{-1}+1),\,\pm (-\alpha -\beta \varphi +\varphi ^{-1}),\,\pm (-\alpha \varphi ^{-1}+\beta +\varphi )\,\right)}
{\displaystyle \left(\,\pm (\alpha \varphi -\beta \varphi ^{-1}-1),\,\pm (\alpha +\beta \varphi +\varphi ^{-1}),\,\pm (-\alpha \varphi ^{-1}+\beta -\varphi )\,\right)}
{\displaystyle \left(\,\pm (\alpha -\beta \varphi +\varphi ^{-1}),\,\pm (-\alpha \varphi ^{-1}-\beta -\varphi ),\,\pm (-\alpha \varphi -\beta \varphi ^{-1}+1)\,\right)}
unde {\displaystyle \varphi ={\frac {1+{\sqrt {5}}}{2}}} este secțiunea de aur,
{\displaystyle \xi } este cea mai mare rădăcină reală (pozitivă) a polinomului {\displaystyle \xi ^{3}-2\xi +\varphi ^{-1},\,\approx 1,2224727,}
{\displaystyle \alpha =\xi -\xi ^{-1}} iar
{\displaystyle \beta =-\xi \varphi ^{-1}+\varphi ^{-2}-(\xi \varphi )^{-1}.}
Permutările impare ale coordonatelor de mai sus cu un număr impar de semne plus dau o altă formă, enantiomorfă a celeilalte.

### Rază circumscrisă
Raza circumscrisă pentru lungimea laturii de 1 unitate este
{\displaystyle R={\frac {1}{2}}{\sqrt {\frac {2-x}{1-x}}}\approx 0,816081}
unde {\displaystyle x=0,399021} este cea mai mare rădăcină reală a polinomului {\displaystyle x^{3}+2x^{2}-\varphi ^{-2}}.
O altă relație pentru calculul razei circumscriese se bazează pe rădăcinile reale pozitive ale polinomului de gradul al șaselea în {\displaystyle R^{2},}
{\displaystyle 4096R^{12}-27648R^{10}+47104R^{8}-35776R^{6}+13872R^{4}-2696R^{2}+209=0}
ale cărei rădăcini reale sunt: R1 = 0,580002, R2 = 0,645020, R3 = 0,816081 și R4 = 2,15584, și sunt, în ordine, razele circumscrise ale marelui icosidodecaedru retrosnub (U74), marelui icosidodecaedru snub (U57), marelui icosidodecaedru snub inversat (U69) și a dodecaedrului snub (U29).

### Volum
Volumul său, V, este dat de una dintre rădăcinile reale ale polinomului de gradul al șaselea în {\displaystyle x^{2}}
{\displaystyle {\begin{aligned}&2176782336x^{12}-3195335070720x^{10}+162223191936000x^{8}+1030526618040000x^{6}\\{}&+6152923794150000x^{4}-182124351550575000x^{2}+187445810737515625.\end{aligned}}}
Cele patru rădăcini reale ale acestui polinom sunt x1 = 1,03760, x2 = 2,71387, x3 = 7,67390 și x4 = 37,6166 și sunt, în ordine, volumele marelui icosidodecaedru retrosnub (U74), marelui icosidodecaedru snub (U57), marelui icosidodecaedru snub inversat (U69) și al dodecaedrului snub (U29).
Ca urmare, volumul este
{\displaystyle V\approx 7,67390~a^{3}}
unde a este lungimea laturilor tuturor poligoanelor (care sunt regulate).

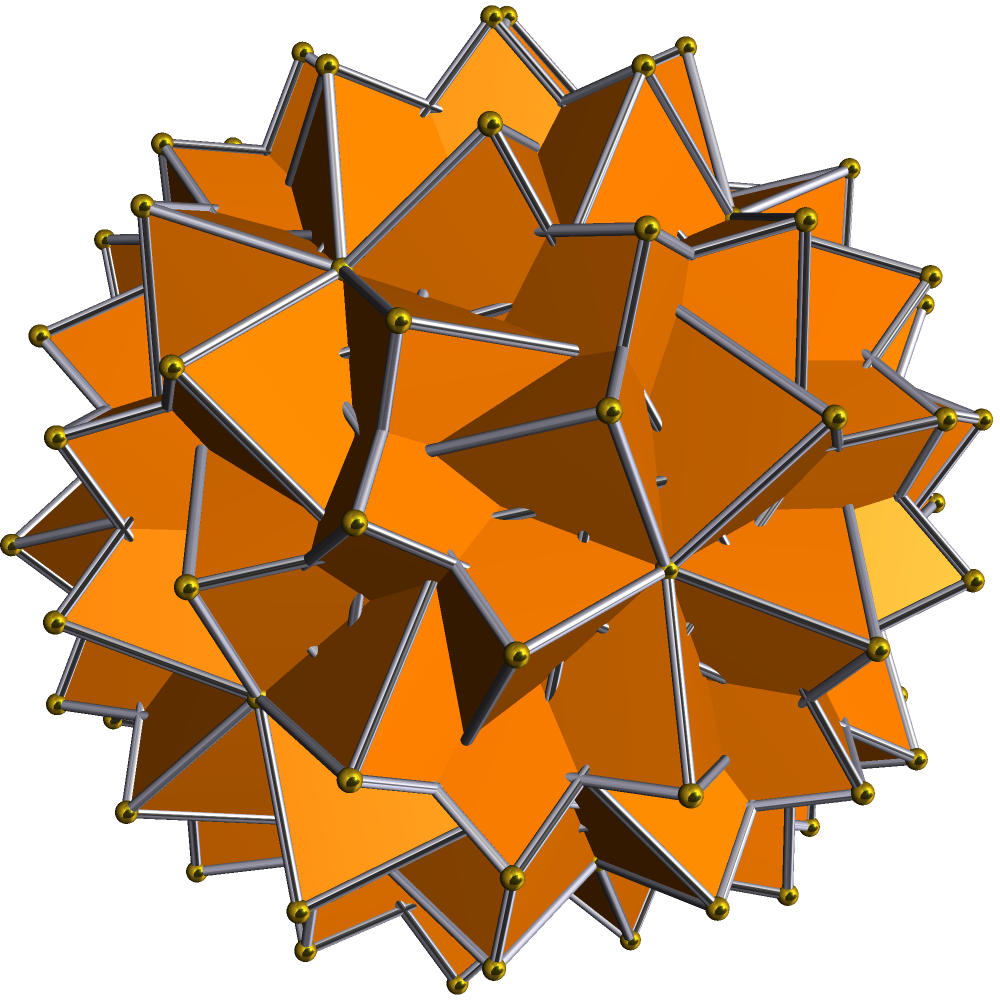
Dual: marele hexacontaedru pentagonal inversat

## Poliedre înrudite

### Poliedru dual
Dualul său este marele hexacontaedru pentagonal inversat.